# Anže

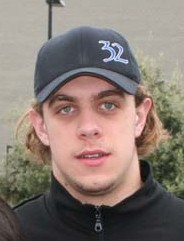
Anže Kopitar

Anže ist ein slowenischer männlicher Vorname. Er ist eine Kurzform zu Janez (Johannes), kann also mit Hans oder Hannes verglichen werden.

## Namensträger
- Anže Damjan (* 1987), slowenischer Skispringer
- Anže Florjančič (* 1990), slowenischer Eishockeyspieler
- Anže Kopitar (* 1987), slowenischer Eishockeyspieler
- Anže Lanišek (* 1996), slowenischer Skispringer
- Anže Ropret (* 1989), slowenischer Eishockeyspieler
- Anže Šetina (* 1986), slowenischer Skeletonfahrer